# Lijst van premiers van Sao Tomé en Principe
Hieronder volgt een lijst van premiers van Sao Tomé en Principe.

## Premiers van Sao Tomé en Principe
| Premier | Premier                          | Ambtstermijn | Partij     |
| ------- | -------------------------------- | ------------ | ---------- |
|         | Leonel Mário d'Alva (1935)       | 1974–1975    | MLSTP      |
|         | Miguel Trovoada (1935)           | 1975–1979    | MLSTP      |
|         | post afgeschaft                  | 1979–1988    | —          |
|         | Celestino Rocha da Costa         | 1988–1991    | MLSTP      |
|         | Daniel Lima dos Santos Daio      | 1991–1992    | partijloos |
|         | Norberto d'Alva Costa Alegre     | 1992–1994    | PCD-GR     |
|         | Evaristo Carvalho (1941–2022)    | 1994         | ADI        |
|         | Carlos Graça (1931–2013)         | 1994–1995    | MLSTP-PSD  |
|         | Armindo Vaz d'Almeida            | 1995–1996    | MLSTP-PSD  |
|         | Raul Bragança Neto               | 1996–1999    | MLSTP-PSD  |
|         | Guilherme Posser da Costa (1953) | 1999–2001    | MLSTP-PSD  |
|         | Evaristo Carvalho (1941–2022)    | 2001–2002    | ADI        |
|         | Gabriel Arcanjo da Costa (1954)  | 2002         | MLSTP-PSD  |
|         | Maria das Neves (1958)           | 2002–2004    | MLSTP-PSD  |
|         | Damião Vaz d'Almeida (1951)      | 2004–2005    | MLSTP-PSD  |
|         | Maria do Carmo Silveira (1960)   | 2005–2006    | MLSTP-PSD  |
|         | Tomé Vera Cruz                   | 2006–2008    | MDFM-PL    |
|         | Patrice Trovoada (1962)          | 2008         | ADI        |
|         | Joaquim Rafael Branco (1953)     | 2008–2010    | MLSTP-PSD  |
|         | Patrice Trovoada (1962)          | 2010–2012    | ADI        |
|         | Gabriel Arcanjo da Costa (1954)  | 2012–2014    | MLSTP-PSD  |
|         | Patrice Trovoada (1962)          | 2014–2018    | ADI        |
|         | Jorge Bom Jesus (1962)           | 2018-2022    | MLSTP-PSD  |
|         | Patrice Trovoada (1962)          | 2022–2025    | ADI        |
|         | Ilza Amado Vaz                   | 2025         | ADI        |
|         | Américo Ramos                    | 2025–heden   | ADI        |